# Alexander Ludwig Funk

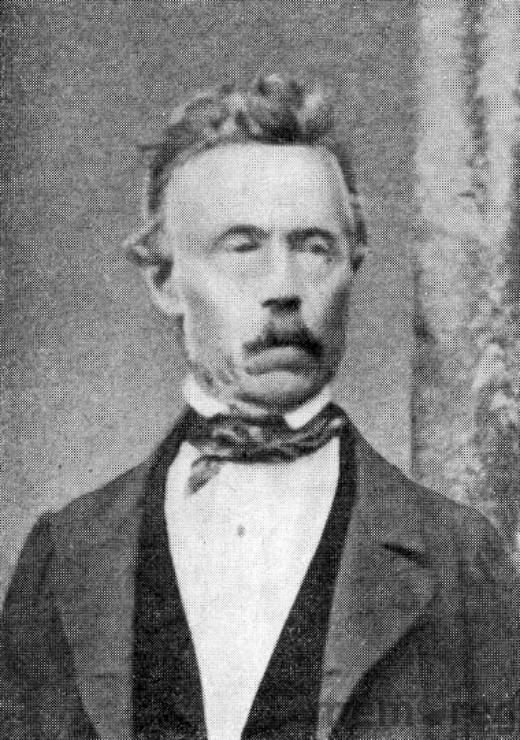
Alexander Ludwig Funk c. 1860.

Alexander Ludwig Funk (Nidau, 19 februari 1806 - aldaar, 26 november 1871) was een Zwitsers jurist en politicus.

## Opleiding en vroege carrière
Alexander Funk studeerde van 1826 tot 1829 rechten in Bern. Hij vestigde zich als advocaat en notaris in Nidau. Nadat hij verscheidene ambten in de rechtspraak en bij wetgevende instanties had vervuld, werd hij in 1832 burgemeester van Nidau. In 1838 werd hij president van het gerechtshof van het ambt Signau, van 1841 tot 1844 was hij procureur in Biel, van 1844 tot 1846 was hij president en hoofdrechter, van 1852 tot 1862 districtsprocureur van Seeland.

## Politieke carrière
Alexander Funk werd in 1839 als kandidaat van de Radicale Partij in de Grote Raad van Bern gekozen. Hij bleef - met onderbrekingen - tot 1871 lid van de Grote Raad, zij het vanaf 1850 voor de conservatieven. Van 1 januari tot 31 december 1842 en van 1 januari tot 31 december 1844 was hij Landammann (regeringsleider) van het kanton Bern.
Alexander Funk, aanvankelijk een radicaal - hij nam deel aan de invallen der Vrijscharen -, werd in 1846 lid van de grondwetgevende raad van het kanton Bern die de tot dan toe gematigd liberale grondwet van het kanton verving door een radicaaldemocratische. Van 1846 tot 1850 was Funk lid van de (nieuw opgerichte) Regeringsraad van het kanton Bern. Van 30 augustus 1846 tot 28 mei 1847 was hij voorzitter van de Regeringsraad (dat wil zeggen regeringsleider) en van 5 november 1847 tot 2 december 1847 waarnemend voorzitter van de Regeringsraad van het kanton Bern. In 1847 en in 1848 was hij voorzitter van de Tagsatzung (wetgevende en uitvoerende raad van het Zwitserse Eedgenootschap).
In 1847 werd hij als kolonel lid van de generale staf van het eedgenootschap. Tijdens de Sonderbund-oorlog (1847) vochten de eedgenoten onder leiding van de generale staf tegen de kantons van de Sonderbund. Van 1848 tot 1851 was Funk lid van de Nationale Raad (tweede kamer van de Bondsvergadering) 1852 benoemd tot stadsschrijver van Biel. Van 1862 tot 1870 was hij regeringsstadhouder van Nidau.

## Politieke overtuigingen
Alexander Funk begon zijn carrière als radicaal, wat geïllustreerd wordt door zijn deelname aan de invallen van de Vrijscharen (Freischarenzügen) onder kolonel Ulrich Ochsenbein. De Vrijscharen probeerden met geweld de conservatieve regeringen van diverse kantons ten val te brengen. Onder invloed van Ochsenbein, wiens vriend hij was, schoof Funk ten slotte op naar rechts (vanaf 1850).